# Oskrobek krzywonos
Oskrobek krzywonos (Cionus alauda) – gatunek chrząszcza z rodziny ryjkowcowatych.

## Zasięg występowania
Europa i płn. Afryka. W Europie notowany w Austrii, Bośni i Hercegowinie, Bułgarii, Chorwacji, Czarnogórze, Czechach, we Francji, w Grecji, Hiszpanii, Holandii, Niemczech, Polsce, Portugalii (na Maderze i Wyspach Selvagens), Serbii, na Słowacji, w Słowenii, Szwajcarii, Wielkiej Brytanii, oraz we Włoszech (w tym na Sycylii i być może Sardynii).
W Polsce pospolity z wyjątkiem wyższych partii gór.

## Budowa ciała
Osiąga 2,7-3,4 mm długości. Ryjek długi, zakrzywiony ku dołowi.
Przedplecze oraz pokrywy gęsto pokryte białymi łuseczkami. W przedniej części pokryw grupka czarnobrunatnych plamek zlewających się w jedną, większą plamę. Nogi oraz czułki w dużej części czerwone.

## Biologia i ekologia

### Tryb życia i biotop
Występuje w dolinach rzecznych, rowach, nad brzegami wód stojących, na wilgotnych łąkach, polanach, w zaroślach oraz lasach liściastych. Aktywny od maja do sierpnia.

### Odżywianie
Żeruje na trędowniku bulwiastym oraz namulniku brzegowym, imago spotykano również na dziewannach. Zjada wszystkie części roślin, w tym kwiaty. Larwy wygryzają w liściach okienkowate otwory, żywiąc się ich miękiszem.

### Rozród
Samica składa od 1 do 4 jaj na brzegu liścia, między oskórkami, zatykając następnie otwór odchodami. Larwy żerują od czerwca do września, a następnie przepoczwarczają się w brunatnych kokonach.